# Stammliste des hessischen Adelsgeschlechts Reichenbach
Stammliste der hessischen Grafen von Reichenbach
Siehe auch den Hauptartikel Reichenbach (hessisches Adelsgeschlecht)

## Grafen von Reichenbach
1. Gozmar, Graf, 1062 belegt
  1. Gozmar I. († 1118), 1089 Graf von Reichenbach, Vogt von Fulda
    1. Gozmar II. († 1138), 1108 Graf von Reichenbach, 1117–1138 Vogt von Fulda
      1. Tochter NN, 1140 belegt
      2. Gottfried I. (* 1099; † 1168), 1138 Graf von Reichenbach, 1140 Graf von Wegebach, 1145 Graf von Ziegenhain, 1141 Vogt von Fulda
        1. Gozmar III. (* um 1130; † 1184), 1156–1184 Graf von Ziegenhain
          1. Liutgard (Lukardis), ⚭ 1185 Graf Friedrich von Thüringen

        2. Rudolf II. (* um 1132; † 1188), 1184–1188 Graf von Ziegenhain
          1. Giso († nach 1213), Kanoniker
          2. Gottfried II. (* 1156; † um 1200), 1189–1200 Graf von Ziegenhain
            1. Rudolf IV. (* spätestens 1195, † 1250)

          3. Gozmar (V.), bekundet 1214/1242
          4. Mechthild († nach 18. September 1229), ⚭ Gerlach II. von Büdingen
          5. Rudolf (III.) (1188–1193 bezeugt), Kanoniker
          6. Lukardis, 1252 erste Äbtissin des Zisterzienserinnen-Klosters Patershausen
          7. Adelheid (* um 1170; † nach 26. Februar 1226), ⚭ 1. Graf Burchhard von Scharzfels; ⚭ 2. Ulrich I. von Hagen-Münzenberg
          8. Ludwig I. (* um 1167; † 1229), um 1200 Graf von Ziegenhain, 1205 auch Graf von Nidda
→ Grafen von Ziegenhain

        3. Kunigunde (* um 1136; † nach 1189), ⚭ Graf Walram I. von Nassau

      3. Poppo II. († 1170), 1144–1170 Graf von Hollende, 1151 Graf von Reichenbach und Felsberg, 1156–1170 Untervogt der Abtei Hersfeld
        1. Gozmar IV. († 1193), Graf von Reichenbach-Ziegenhain, Vogt von Fulda
          1. Kunigunde, ⚭ 1207 Burkhard IV. von Falkenstein
          2. Gertrud, ⚭ 1207 Albrecht I. von Hachborn

        2. Heinrich II. († 1196), Graf von Reichenbach-Ziegenhain

    2. Rudolf I., Graf von Reichenbach, Vogt von Fulda
    3. Poppo I. († 1156), Graf von Reichenbach, Hollende und Felsberg, 1139–1156 Untervogt von Hersfeld
      1. Heinrich I. „Albus“, Graf von Reichenbach, Vogt von Fulda
        1. Heinrich III. († 1250), 1201 Graf von Reichenbach, 1219/20 Deutscher Ordensritter, 1231 Laienbruder im Kloster Haina
          1. Heinrich IV., 1214 und 1229 belegt, Graf von Reichenbach, 1219/20 Deutschordensritter, dann Mönch und Eremit
          2. Wigger († 1243), 1214 belegt, Graf von Reichenbach
          3. Gottfried III. († nach 9. September 1279), Graf von Reichenbach[1]
→ Linie ausgestorben
          4. Poppo III. († 1221), 1214 belegt
          5. Jutta, 1214 belegt, ⚭ 1245 Wilhelm von Deifeld
          6. Demude, 1214/15 belegt

      2. Hermann, 1146 belegt
      3. Luitgart, Erbin von Schloss und Herrschaft Waldeck, ⚭ 1138 Volkwin II. von Schwalenberg, Begründer des Hauses Waldeck